# Piemonte Volley

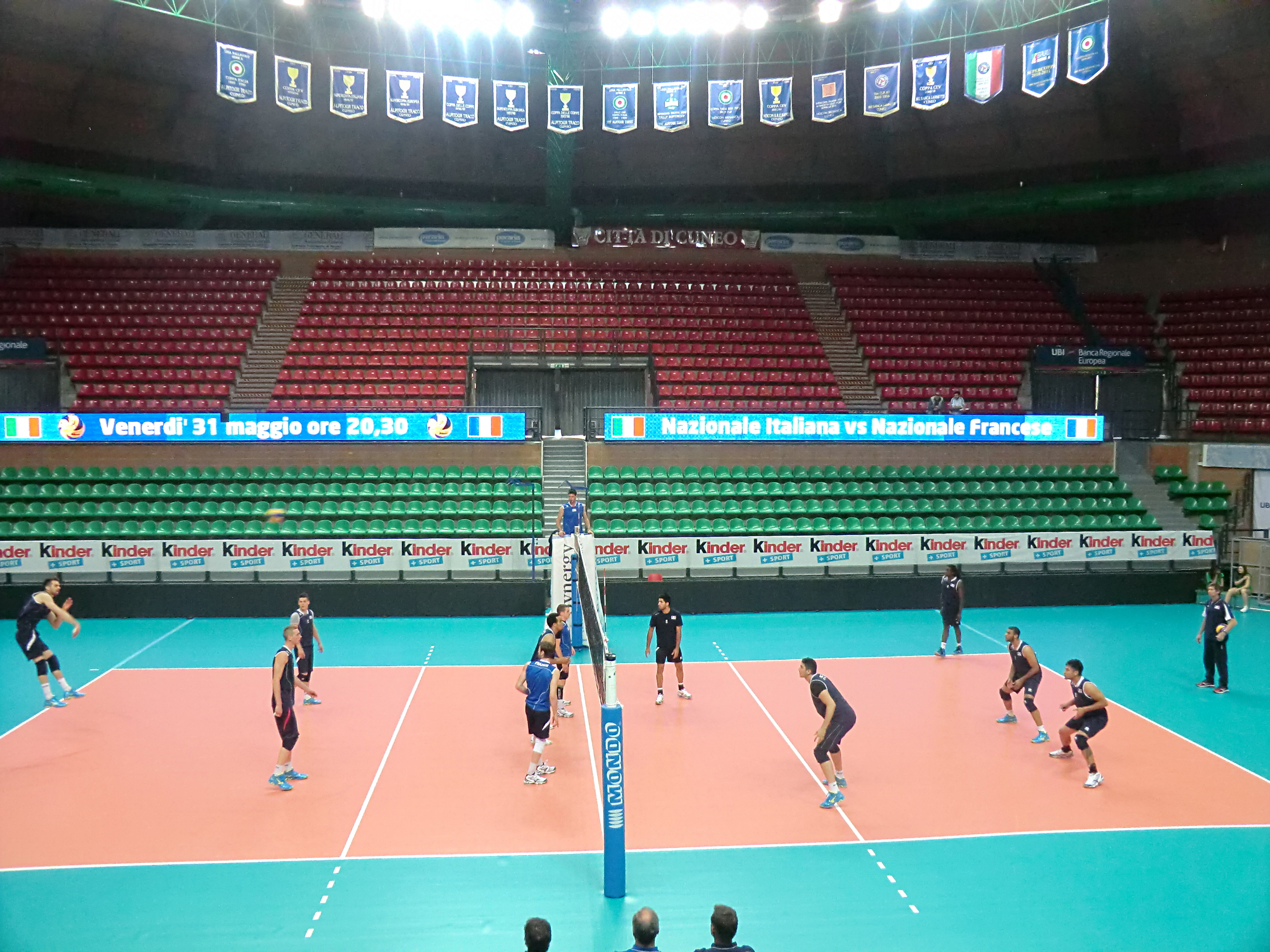
Pala Bre Banca

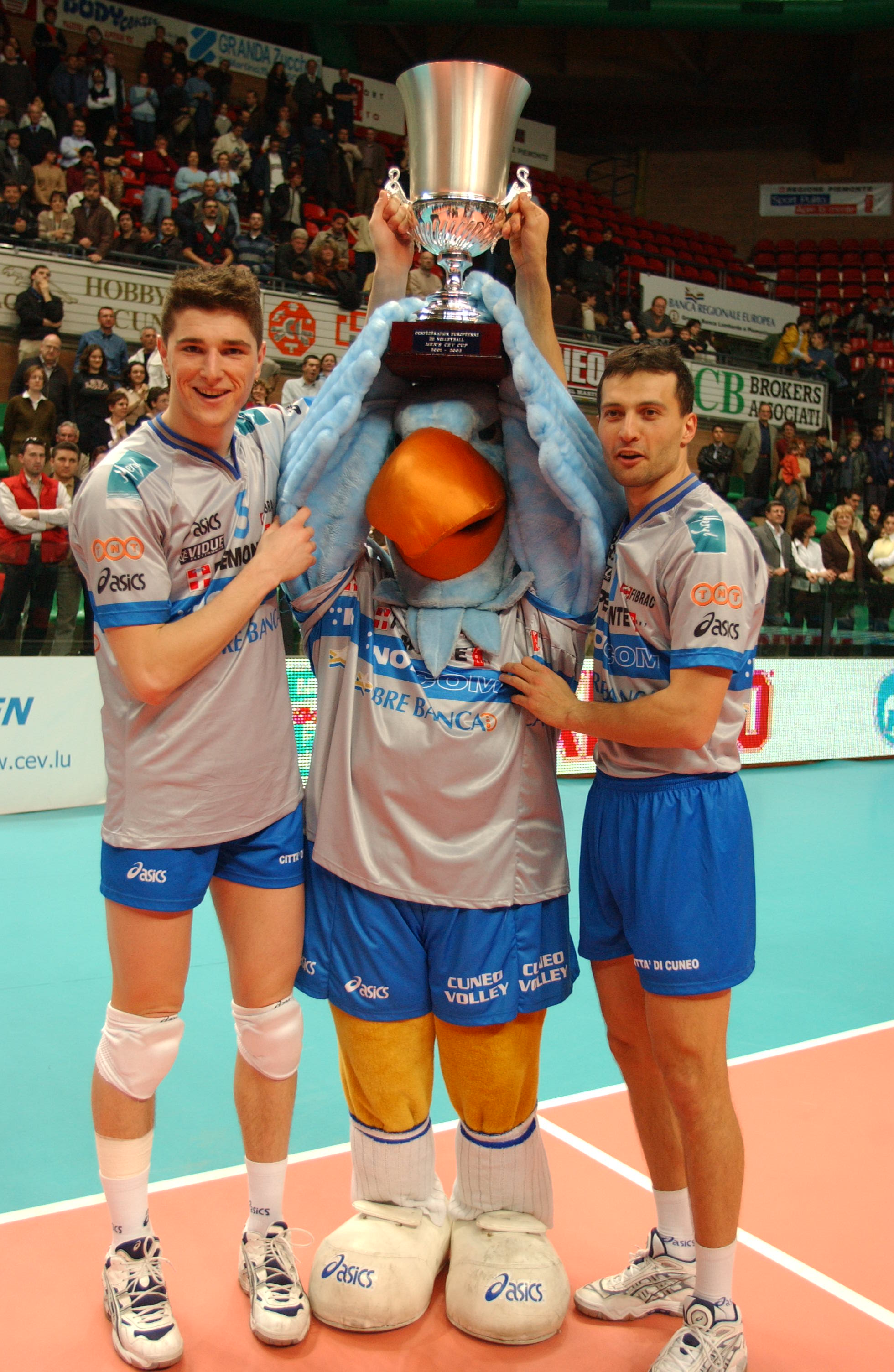
Noicom Brebanca Cuneo zwyciezcą Pucharu CEV w sezonie 2001/2002

Piemonte Volley – męski klub siatkarski z Włoch, powstały w 1958 roku z siedzibą w mieście Cuneo. Do Serie A awansował w 1989 roku.
Od sezonu 2004/2005 drużyna występowała w rozgrywkach pod nazwą Bre Banca Lannutti Cuneo.
Po sezonie 2013/14 klub po 25 latach gry w Serie A1 zakończył swoją działalność.

## Historia

### Chronologia nazw sponsorskich drużyny
- 1988: Alpitour Cuneo
- 1992: Alpitour Diesel Cuneo
- 1998: TNT Alpitour Cuneo
- 2000: Noicom Alpitour Cuneo
- 2001: Noicom Brebanca Cuneo
- 2004: Bre Banca Lannutti Cuneo

## Sukcesy
- Mistrzostwa Włoch:
  -  1. miejsce (Scudetto) (1x): 2010
  -  2. miejsce (3x): 1996, 1998, 2011
  -  3. miejsce (2x): 2008, 2012
- Puchar Włoch:
  -  1. miejsce (5x): 1996, 1999, 2002, 2006, 2011
- Superpuchar Włoch:
  -  1. miejsce (4x): 1996, 1999, 2002, 2010
- Puchar CEV:
  -  1. miejsce (4x): 1996, 2002, 2010
  -  2. miejsce (2x): 1999, 2000
  -  3. miejsce (1x): 2009
- Puchar Europy Zdobywców Pucharów:
  -  1. miejsce (2x): 1997, 1998
- Liga Mistrzów:
  -  2. miejsce (1x): 2013

## Zawodnicy
- Z tym tematem związana jest kategoria: Siatkarze Piemonte Volley.

## Polacy w klubie
| Imię i nazwisko    | Lata gry              |
| ------------------ | --------------------- |
| Krzysztof Stelmach | 1991–1992 i 1994–1995 |
| Andrzej Stelmach   | 1999–2000             |

## Kadra

### Sezon 2013/2014
- Pierwszy trener:  Roberto Piazza
- Asystent trenera:  Massimiliano Giaccardi

| Nr | Imię i nazwisko   | Data ur. | Wzrost | Pozycja      |
| -- | ----------------- | -------- | ------ | ------------ |
| 1  | Jeroen Rauwerdink | 1985     | 199    | przyjmujący  |
| 2  | Oleg Antonow      | 1988     | 198    | przyjmujący  |
| 3  | Andrea Marchisio  | 1990     | 186    | libero       |
| 4  | Javier González   | 1983     | 192    | rozgrywający |
| 5  | Daniele De Pandis | 1984     | 184    | libero       |
| 6  | Alberto Casadei   | 1984     | 200    | atakujący    |
| 8  | Emanuel Kohút     | 1982     | 205    | środkowy     |
| 10 | Aimone Alletti    | 1988     | 207    | środkowy     |
| 11 | Giorgio De Togni  | 1985     | 202    | środkowy     |
| 13 | Manuel Coscione   | 1980     | 188    | rozgrywający |
| 13 | Fabio Gerbino     | 1996     | 193    | przyjmujący  |
| 14 | Antonin Rouzier   | 1986     | 201    | atakujący    |
| 15 | Gabriele Maruotti | 1988     | 196    | przyjmujący  |
| 16 | Edoardo Picco     | 1994     | 206    | środkowy     |

### Sezon 2012/2013
- Pierwszy trener:  Roberto Piazza
- Asystent trenera:  Massimiliano Giaccardi

| Nr | Imię i nazwisko   | Data ur. | Wzrost | Pozycja      |
| -- | ----------------- | -------- | ------ | ------------ |
| 1  | Luigi Mastrangelo | 1975     | 202    | środkowy     |
| 2  | Oleg Antonow      | 1988     | 198    | przyjmujący  |
| 3  | Andrea Marchisio  | 1990     | 186    | libero       |
| 4  | Earvin N’Gapeth   | 1991     | 192    | przyjmujący  |
| 5  | Daniele De Pandis | 1984     | 184    | libero       |
| 6  | Andrea Galliani   | 1988     | 202    | przyjmujący  |
| 7  | Wout Wijsmans     | 1977     | 201    | przyjmujący  |
| 8  | Emanuel Kohút     | 1982     | 205    | środkowy     |
| 9  | Nikola Grbić      | 1973     | 195    | rozgrywający |
| 10 | Dore Della Lunga  | 1984     | 194    | przyjmujący  |
| 11 | Cwetan Sokołow    | 1989     | 205    | atakujący    |
| 12 | Nimir Abdel-Aziz  | 1992     | 201    | rozgrywający |
| 13 | Andrea Rossi      | 1989     | 202    | środkowy     |

### Sezon 2011/2012
- Pierwszy trener:  Flavio Gulinelli

| Nr | Imię i nazwisko        | Data ur. | Wzrost | Pozycja      |
| -- | ---------------------- | -------- | ------ | ------------ |
| 1  | Luigi Mastrangelo      | 1975     | 202    | środkowy     |
| 2  | Hubert Henno           | 1976     | 186    | libero       |
| 4  | Earvin N’Gapeth        | 1991     | 192    | przyjmujący  |
| 5  | Francesco Fortunato    | 1977     | 202    | środkowy     |
| 6  | Toontje Van Lankvelt   | 1984     | 199    | przyjmujący  |
| 7  | Wout Wijsmans          | 1977     | 201    | przyjmujący  |
| 8  | Leandro Vissotto Neves | 1983     | 212    | atakujący    |
| 9  | Nikola Grbić           | 1973     | 195    | rozgrywający |
| 10 | José Miguel Cáceres    | 1981     | 210    | atakujący    |
| 11 | Jakub Veselý           | 1986     | 206    | środkowy     |
| 12 | Giuseppe Patriarca     | 1977     | 198    | przyjmujący  |
| 13 | Andrea Rossi           | 1989     | 202    | środkowy     |
| 15 | Francesco Pieri        | 1982     | 185    | libero       |
| 18 | Michele Baranowicz     | 1989     | 195    | rozgrywający |

### Sezon 2010/2011
- Pierwszy trener:  Alberto Giuliani

| Nr | Imię i nazwisko     | Data ur. | Wzrost | Pozycja      |
| -- | ------------------- | -------- | ------ | ------------ |
| 1  | Luigi Mastrangelo   | 1975     | 202    | środkowy     |
| 2  | Hubert Henno        | 1976     | 186    | libero       |
| 3  | Simone Parodi       | 1986     | 195    | przyjmujący  |
| 4  | Danijel Galić       | 1987     | 200    | przyjmujący  |
| 5  | Francesco Fortunato | 1977     | 202    | środkowy     |
| 6  | Samuele Montagna    | 1989     | 179    | libero       |
| 7  | Wout Wijsmans       | 1977     | 201    | przyjmujący  |
| 8  | Bertrand Carletti   | 1982     | 205    | rozgrywający |
| 9  | Nikola Grbić        | 1973     | 195    | rozgrywający |
| 10 | Jānis Pēda          | 1985     | 198    | przyjmujący  |
| 11 | Władimir Nikołow    | 1977     | 200    | atakujący    |
| 12 | Giuseppe Patriarca  | 1977     | 198    | przyjmujący  |
| 13 | Andrea Rossi        | 1989     | 202    | środkowy     |
| 18 | Aleksandr Wołkow    | 1985     | 210    | środkowy     |

### Sezon 2009/2010
- Pierwszy trener:  Alberto Giuliani

| Nr | Imię i nazwisko     | Data ur. | Wzrost | Pozycja      |
| -- | ------------------- | -------- | ------ | ------------ |
| 1  | Wout Wijsmans       | 1977     | 201    | przyjmujący  |
| 2  | Hubert Henno        | 1976     | 186    | libero       |
| 3  | Simone Parodi       | 1986     | 195    | przyjmujący  |
| 4  | Andrea Ariaudo      | 1987     | 195    | przyjmujący  |
| 5  | Francesco Fortunato | 1977     | 202    | środkowy     |
| 6  | Marco Nuti          | 1970     | 190    | rozgrywający |
| 7  | Gregor Jerončič     | 1974     | 201    | środkowy     |
| 8  | Władimir Nikołow    | 1977     | 200    | atakujący    |
| 9  | Nikola Grbić        | 1973     | 195    | rozgrywający |
| 10 | Jānis Pēda          | 1985     | 198    | przyjmujący  |
| 11 | Luigi Mastrangelo   | 1975     | 202    | środkowy     |
| 12 | Giuseppe Patriarca  | 1977     | 198    | przyjmujący  |
| 15 | Francesco Pieri     | 1982     | 185    | libero       |

### Sezon 2008/2009
- Pierwszy trener:  Silvano Prandi

| Nr | Imię i nazwisko     | Data ur. | Wzrost | Pozycja      |
| -- | ------------------- | -------- | ------ | ------------ |
| 1  | Wout Wijsmans       | 1977     | 201    | przyjmujący  |
| 2  | Andrea Ariaudo      | 1987     | 195    | przyjmujący  |
| 3  | Andrea Rossi        | 1989     | 202    | środkowy     |
| 4  | Javier González     | 1983     | 192    | rozgrywający |
| 5  | Francesco Fortunato | 1977     | 202    | środkowy     |
| 6  | Daniele Vergnaghi   | 1972     | 193    | libero       |
| 7  | Gregor Jerončič     | 1974     | 201    | środkowy     |
| 8  | Władimir Nikołow    | 1977     | 200    | atakujący    |
| 9  | Marco Nuti          | 1970     | 190    | rozgrywający |
| 10 | Valerio Curti       | 1978     | 203    | środkowy     |
| 11 | Manius Abbadi       | 1976     | 202    | przyjmujący  |
| 12 | Francesco Biribanti | 1976     | 198    | przyjmujący  |
| 15 | Francesco Pieri     | 1982     | 185    | libero       |
| 16 | Petr Pláteník       | 1981     | 196    | przyjmujący  |

### Sezon 2007/2008
- Pierwszy trener:  Silvano Prandi

| Nr | Imię i nazwisko     | Data ur. | Wzrost | Pozycja      |
| -- | ------------------- | -------- | ------ | ------------ |
| 1  | Wout Wijsmans       | 1977     | 201    | przyjmujący  |
| 2  | Massimiliano Prandi | 1989     | 189    | libero       |
| 3  | Simone Parodi       | 1986     | 195    | przyjmujący  |
| 4  | Javier González     | 1983     | 192    | rozgrywający |
| 5  | Francesco Fortunato | 1977     | 202    | środkowy     |
| 6  | Daniele Vergnaghi   | 1972     | 193    | libero       |
| 7  | Michał Łasko        | 1981     | 202    | atakujący    |
| 8  | Andrea Ariaudo      | 1987     | 195    | przyjmujący  |
| 9  | Mattia Rosso        | 1985     | 198    | atakujący    |
| 10 | Valerio Curti       | 1978     | 203    | środkowy     |
| 11 | Manius Abbadi       | 1976     | 202    | przyjmujący  |
| 12 | Marlon Muraguti     | 1977     | 189    | rozgrywający |
| 13 | Renato Felizardo    | 1978     | 200    | środkowy     |
| 14 | Andrea Battilotti   | 1978     | 196    | przyjmujący  |